# Nautiska behörigheter i Sverige
Nautiska behörigheter regleras internationellt genom STCW-konventionen, den av Internationella sjöfartsorganisationen (IMO) år 1978 antagna internationella konventionen angående normer för sjöfolks utbildning, certifiering och vakthållning. De nationella bestämmelserna följer denna konvention. Nöjesfarkoster, båtar och mindre fartyg omfattas i allmänhet inte av konventionen.
Kraven för att tjänstgöra som fartygsbefäl ombord på ett svenskt handelsfartyg regleras i Sjöfartsverkets författningssamling SJÖFS 2005:5 om utbildning och behörigheter för sjöpersonal. Beroende på fartygets storlek (bruttoton), befattning och fartområde krävs olika behörigheter. Dessutom krävs, för vissa befattningar, ytterligare certifikat, intyg och specialbehörigheter.
För befälhavare på fritidsskepp krävs kustskepparintyg.

## Fartområden
Vilka nautiska behörigheter som krävs varierar enligt fartygets typ och storlek, men också enligt fartområde. I oceanfart eller fjärrtrafik gäller bemanningskraven enligt STCW-konventionen,[källa behövs] men i närområden och för mindre fartyg har enskilda länder möjlighet att tillämpa lindrigare krav.

## Befattningar
- Befälhavare
- Överstyrman
- Ende styrman
- 2:e styrman
- 3:e styrman

## Behörigheter
- Sjökapten
- Överstyrman
- Fartygsbefäl klass II (Sjökaptensexamen)
- Fartygsbefäl klass III
- Fartygsbefäl klass IV
- Vaktstyrman
- Fartygsbefäl klass V (Styrmansexamen)
- Fartygsbefäl klass VI
- Fartygsbefäl klass VII (VII examen)
- Skepparbrev för inrikes fart
- Fartygsbefäl klass VI Inre Fart
- Förarbrev
- Fartygsbefäl klass VII Inre Fart (VII Inre Fart examen)
- Fartygsbefäl klass VIII (VIII examen)
- Matros
- Lättmatros
- Vaktman
- Befaren jungman
- Jungman
- Däcksman

Transportstyrelsen utfärdar behörigheter för svenska fartygsbefäl efter godkänd utbildning (examina) och erfarenhet (sjötid).

### Examina
- Sjökaptensexamen
- Styrmansexamen
- Fartygsbefäl klass VII
- Fartygsbefäl klass VIII

Examen avläggs vid sjöbefälsskola godkänd av Transportstyrelsen